# 푹옌
푹옌시(베트남어: Thành phố Phúc Yên / 城舖福安)는 베트남 홍강 삼각주 지방 빈푹성의 시이다. 2018년 현재 인구는 약 155,448명, 면적은 120.13km2이다.

## 지리
푹옌시는 수도 하노이에서 북동부쪽에 있는 빈푹성의 남동쪽에 위치하고 있으며, 수도 중앙에서 45km 떨어져 있다. 푹옌시는 흐엉브엉 프엉에서 응옥타인 마을 지나 태국의 응우엔 지방 경계까지 남북 축으로 24km를 따라 길이 있다.
푹옌시의 다음의 지역과 행정 경계를 이루고 있다.
- 동쪽 : 하노이의 속선현과 접경
- 서쪽 : 빈쑤옌현과 경계를 이루고 있다.
- 남쪽 : 하노이 멜린현과 접해 있다.
- 북쪽 : 타이응우옌성 국경 마을 포옌과 경계를 접하고 있다.

## 행정구역
푹옌시는 8개의 프엉(坊)과 2개의 싸(社)로 구성되어 있다.

### 프엉
- 동쑤언 (Đồng Xuân / 同春)
- 흥브엉 (Hùng Vương / 雄王)
- 남비엠 (Nam Viêm / 南炎)
- 푹탕 (Phúc Thắng / 福勝)
- 띠엔쩌우 (Tiền Châu / 前洲)
- 쯩니 (Trưng Nhị / 徵貳)
- 쯩짝 (Trưng Trắc / 徵側)
- 쑤언화 (Xuân Hòa / 春和)

### 싸
- 까오민 (Cao Minh / 高明)
- 응옥타인 (Ngọc Thanh / 玉淸)